# Baecacanthus
Baecacanthus es un género de escarabajos longicornios de la tribu Acanthocinini.

## Especies
- Baecacanthus telamon Monné, 1975
- Baecacanthus trifasciatus Monné, 1975